# گمینا بولیموو
گمینا بولیموو (به لهستانی:  Gmina Bolimów) یک گمینا در لهستان است که در شهرستان اسکرینه‌ویتسه واقع شده‌است. گمینا بولیموو ۱۱۲٫۲۱ کیلومتر مربع مساحت و ۴٬۰۲۶ نفر جمعیت دارد.